# Norrbys
Norrbys är en by i Follingbo socken på Gotland. Från 2015 avgränsar SCB här en småort.